# Arquebisbat d'Osaka
L' arquebisbat d'Osaka (japonès: カトリック大阪大司教区, llatí: Archidioecesis Osakensis) és una seu metropolitana de l'Església Catòlica al Japó. Al 2013 tenia 52.425 batejats sobre una població de 15.424.517 habitants. Actualment està regida per l'arquebisbe Thomas Aquino Manyo Maeda.

## Territori
La diòcesi comprèn les prefectures d'Osaka, Hyogo iWakayama, a la regió de Kansai, a l'illa d'Honshū.
La seu episcopal és la ciutat d'Osaka, on es troba la Immaculada Concepció de la Mare de Déu.
El territori s'estén sobre 15.000 km², i està dividit en 81 parròquies.

## Història
El vicariat apostòlic del Japó central va ser erigit el 20 de març de 1888, prenent el territori del vicariat apostòlic del Japó meridional (avui l'arquebisbat de Nagasaki.
El 15 de juny de 1891, per efecte del breu Non maius Nobis del Papa Lleó XIII va ser elevada a diòcesi, assumint el nom de diòcesi d'Osaka.
El 27 de gener de 1904, el 4 de maig de 1923 i el 17 de juny de 1937 cedí territoris per tal que s'erigissin, respectivament, les prefectures apostòliques de Shikoku (avui bisbat de Takamatsu), del vicariat apostòlic d'Hiroshima (avui diòcesi) i de la prefectura apostòlica de Kyōto (avui diòcesi).
El 24 de juny de 1969 va ser elevada al rang d'arxidiòcesi metropolitana amb la butlla Quamquam Ecclesiae del Papa Pau VI.

## Cronologia episcopal
- Félix-Nicolas-Joseph Midon, M.E.P. † (23 de març de 1888 - 12 d'abril de 1893 mort)
- Henri-Caprais Vasselon, M.E.P. † (18 d'agost de 1893 - 7 de març de 1896 mort)
- Jules-Auguste Chatron, M.E.P. † (22 de juliol de 1896 - 7 de maig de 1917 mort)
- Jean-Baptiste Castanier, M.E.P. † (6 de juliol de 1918 - 3 de desembre de 1940 renuncià)
- Paul Yoshigoro Taguchi † (25 de novembre de 1941 - 23 de febrer de 1978 mort)
- Paul Hisao Yasuda † (15 de novembre de 1978 - 10 de maig de 1997 jubilat)
- Leo Jun Ikenaga, S.J. (10 de maig de 1997 - 20 d'agost de 2014 jubilat)
- Thomas Aquino Manyo Maeda, des del 20 d'agost de 2014

## Estadístiques
A finals del 2013, la diòcesi tenia 52.425 batejats sobre una població de 15.424.517 persones, equivalent al 0,3% del total.
| any  | població | població   | població | sacerdots | sacerdots       | sacerdots       | sacerdots             | diaques | religiosos | religiosos | parròquies |
| ---- | -------- | ---------- | -------- | --------- | --------------- | --------------- | --------------------- | ------- | ---------- | ---------- | ---------- |
| any  | batejats | total      | %        | total     | clergat secular | clergat regular | batejats por sacerdot | diaques | homes      | dones      |            |
| 1950 | 10.110   | 7.952.905  | 0,1      | 102       | 47              | 55              | 99                    |         | 42         | 451        | 35         |
| 1970 | 50.853   | 12.917.024 | 0,4      | 229       | 55              | 174             | 222                   |         | 209        | 899        | 73         |
| 1980 | 56.944   | 14.340.980 | 0,4      | 216       | 48              | 168             | 263                   | 1       | 210        | 851        | 79         |
| 1990 | 54.519   | 15.245.569 | 0,4      | 211       | 54              | 157             | 258                   |         | 200        | 779        | 81         |
| 1999 | 55.871   | 15.313.000 | 0,4      | 193       | 51              | 142             | 289                   |         | 172        | 711        | 78         |
| 2000 | 55.920   | 15.340.936 | 0,4      | 186       | 51              | 135             | 300                   |         | 161        | 714        | 78         |
| 2001 | 56.103   | 15.453.402 | 0,4      | 181       | 51              | 130             | 309                   | 1       | 163        | 700        | 78         |
| 2002 | 56.114   | 15.454.494 | 0,4      | 179       | 53              | 126             | 313                   | 1       | 154        | 710        | 78         |
| 2003 | 55.736   | 15.466.757 | 0,4      | 179       | 54              | 125             | 311                   | 1       | 152        | 687        | 78         |
| 2004 | 55.732   | 15.502.027 | 0,4      | 173       | 55              | 118             | 322                   | 1       | 143        | 685        | 77         |
| 2013 | 52.425   | 15.424.517 | 0,3      | 156       | 43              | 113             | 336                   | 1       | 138        | 639        | 81         |